# Līgatne
Līgatne   è un comune della Lettonia appartenente alla regione storica della Livonia di 4.063 abitanti (dati 2009).
Sorge sulle rive del fiume Gauja.

## Località
Il comune è stato istituito nel 2009 ed è formato dalle seguenti località:
- Līgatne (comune rurale)
- Līgatne